# Den Hommel (buurt)
Den Hommel is een buurtje in de wijk West in Utrecht, de hoofdstad van de Nederlandse provincie Utrecht. Het buurtje telde in 2023, samen met het ten oosten liggende Welgelegen, 1.810 inwoners.

## Ligging
Het is in het westen begrensd door het Amsterdam-Rijnkanaal, in het noorden door de buurt Halve Maan en het oosten door de buurt Welgelegen en in het zuiden door Kanaleneiland. De buurt bestaat uit een vijftal straatjes, te weten: Elgarlaan, Brucknerlaan, Bizetlaan, Oude Leidseweg en Kennedylaan.

## Historie
Reeds in de 17de eeuw was er een herberg met de naam 't Hommeltje, gelegen schuin tegenover een stenen bruggetje over de Leidse Rijn. De Leidseweg liep door den Hommel, maar deze weg verloor zijn functie als doorlopende weg toen het Amsterdam-Rijnkanaal werd gegraven.

## Kenmerken
De belangrijkste kenmerken voor de buurt zijn Tennispark Den Hommel, waar de tennisvereniging TC Domstad speelt, Aquacentrum Den Hommel (zwembad) en het Nationaal Denksport Centrum Den Hommel, waar onder andere het bondsbureau van de Nederlandse Bridge Bond gevestigd is.
Den Hommel · Halve Maan · Laan van Nieuw Guinea, Spinozaplantsoen · Lage Weide · Lombok en Leidseweg · Nieuw Engeland, Thomas à Kempisplantsoen en omgeving · Oog in Al · Schepenbuurt · Welgelegen